# Алексеєнко Іван Пименович
Іва́н Пи́менович Алексє́єнко (*26 серпня (7 вересня) 1899, Кам'янка — † 6 квітня 1966, Ленінград) — український ортопед-травматолог, кандидат медичних наук (з 1939 року).

## Біографічні відомості
Народився 26 серпня (7 вересня) 1899 року в селі Кам'янці Чернігівської губернії (нині Середино-Будського району Сумської області). У 1926 році закінчив Київський медичний інститут. Був учнем О. Г. Єлецького і М. І. Ситенка.
Працював в медичних установах Донбасу, де займався проблемами загальної хірургії, травматології, ортопедії, приділяючи значну увагу пошкодженню та хворобам опорно-рухового апарату. Від 1932 року працював у Харківському, а потім Київському науково-дослідному інституті ортопедії і травматології, у 1939 році захистив кандидатську дисертацію на тему: «Роль механических факторов при лечении переломов шейки бедренной кости». У 1940 році був призначений замісником наркома охорони здоров'я України. В роки німецько-радянської війни був уповноваженим Військової Ради Південно-Західного фронту з керування госпіталями.
Від 1948 по 1966 рік (з перервами) працював директором Київського науково-дослідного інституту ортопедії і травматології. У 1953–1959 роках був ректором Київського медичного інституту. У 1959–1966 роках — головний ортопед-травматолог Міністерства охорони здоров'я УРСР.
Помер 6 квітня 1966 року. Похований в Києві на Байковому кладовищі поверх могили видатного гістолога Петра Перемежка.

## Наукова діяльність
Наукові дослідження присвячені питанням ортопедії, травматології, організації ортопедо-травматологічної служби. Розробив методи відновних операцій при туберкульозі великих суглобів. Довів доцільність застосування кістково-хрящових ало- і ксенотрансплантантів. У 1958 році заснував першу в Україні лабораторію з консервування тканин.
Автор близбко 40 наукових праць. Серед них:
- Роль механических факторов при лечении переломов шейки бедренной кости. — К., 1939;
- Очерки о китайской народной медицине. — К., 1959;
- Опыт применения синовєктомии при туберкулезном гоните. // Тр. Ленингр. НИИ хирургии туберкулеза. — Л., 1962, Вып. 13 (співавтор);
- Радыкально-восстановительные операции при туберкулезном поражении суставов // Патология, клиника и хирургия очаговых форм костно-суставного туберкулеза. — Л., 1965 та інших.

## Нагороди
Нагороджений орденами Леніна, Червоної Зірки, «Знак Пошани», а також медалями: «Партизанові Вітчизняної війни», «За Перемогу над Німеччиною» та іншими.

## Вшанування пам'яті

меморіальна дошка

В Києві, на будівлі Інституту травматології та ортопедії АМН України по вулиці Бульварно-Кудрявській, 27, яким він керував у 1948–1950-х та 1958–1966-х роках, встановлено меморіальну дошку.